# 50725 Margarethuggins
50725 Margarethuggins este o planetă minoră (asteroid), cu un diametru de 2,979 km, din centura de asteroizi. A fost descoperită pe 4 martie 2000 la Catalina Station⁠(d) de Catalina Sky Survey. 
Obiectul prezintă o orbită caracterizată de o semiaxă mare de 2,6141838677427 UAi, o excentricitate de 0,097757756013067, o înclinație de 15,095344160829 ° în raport cu ecliptica.